# Acanthoxia gladiator
Acanthoxia gladiator is een rechtvleugelig insect uit de familie veldsprinkhanen (Acrididae). De wetenschappelijke naam van deze soort is voor het eerst geldig gepubliceerd in 1841 door Westwood.